# Tieta do Agreste
Pour plus de détails, voir Fiche technique et Distribution.
Tieta do Agreste est un film brésilien réalisé par Carlos Diegues, sorti en 1996. C'est l'adaptation du roman du même nom de Jorge Amado publié en 1977.

## Synopsis
Ayant été chassé du domicile familial en raison de ses écarts sexuels, Tieta revient dans son village natal après 25 ans d'absence en compagnie de Leonora, une jeune fille qu'elle fait passer pour la fille de son mari qui vient de mourir. Tieta à la tête d'une jolie fortune se met à combler sa famille et son village de cadeaux nombreux, se débrouillant même jusqu'à y faire installer l'électricité. Sa sœur Perpetua et son père lorgnent lourdement sur la fortune de Tieta qui entre autres projets à celui de construire une maison sur une colline proche, elle se fait aider pour cela par son neveu, séminariste et finit par coucher avec. Parallèlement une idylle nait entre Leonora et le nouveau maire du village, lequel la croit vierge. Tieta voulant faire le bonheur de Leonora explique au maire que la jeune fille n'est pas vierge, qu'elle a un passé, mais que rien ne les empêche de se donner du plaisir. Ayant confiance en son amant Leonora lui révèle la vérité, elle est une employée du bordel tenue à Sao Paulo par Tieta, et les deux femmes se sont mises au vert en attendant qu'une vague affaire de drogue se calme. Le maire est furieux et dénonce Tieta dans tout le village tandis que Leonora fait une tentative de suicide. Le neveu séminariste maintenant dépucelé quitte le village avec une jolie jeune fille au grand désespoir de Perpetua, puis Tieta et Leonra s'en vont à leur tour par le car. Le maire est au désespoir et profite d'une panne inopinée du car pour rejoindre les deux femmes, Léonora descend et ils s'embrassent. Tieta repart seule mais heureuse. Au village une nuit une main anonyme débaptise la rue principale de la ville pour la renommer "rue Tieta de Agreste".

## Fiche technique
- Titre français : Tieta do Agreste
- Réalisation : Carlos Diegues
- Scénario : Antônio Calmon, Carlos Diegues et João Ubaldo Ribeiro d'après le roman de Jorge Amado
- Musique : Caetano Veloso
- Photographie : Edgar Moura
- Pays d'origine :  Brésil
- Format : Couleurs - 35 mm - Dolby
- Genre : comédie dramatique, romance
- Durée : 140 minutes
- Date de sortie : 
  -  Brésil : 1996
  -  France : 19 février 1997

## Distribution
- Sonia Braga : Tieta
- Marília Pêra : Perpétua
- Chico Anysio : Zé Esteves, le père de Tieta
- Cláudia Abreu : Leonora
- Zezé Motta : Carmosina
- Jece Valadão : Dario
- Leon Goes : Ascânio Trindade
- Patrícia França : Inmaculada / Tieta (jeune)
- Heitor Martinez Mello : Ricardo
- Noélia Montanhas : Tonha
- Débora Adorno : Elisa
- Caco Monteiro : Ramiro
- João Phellippe : Peto
- André Valli : Barbezinha
- Frank Menezes : Jairo